# Festuca ancachsana
Festuca ancachsana är en gräsart som beskrevs av Evgenii Borisovich Alexeev. Festuca ancachsana ingår i släktet svinglar, och familjen gräs.
Artens utbredningsområde är Peru. Inga underarter finns listade i Catalogue of Life.